# Johann Anton von Dessaunieres
Johann Anton von Dessaunieres (* 3. August 1731 im Elsass; † 8. Juli 1802 in Glogau) war ein preußischer Generalmajor und zuletzt Kommandant von Glogau.

## Leben

### Militärlaufbahn
Dessaunieres ging 1745 in französische Dienste und wechselte 1749 in holländische Dienste. Dort wurde er 1754 Leutnant. Am 6. Januar 1761 kam er in preußische Dienste, wo er Stabskapitän im Freibataillon „Jenney“ wurde. Er nahm am Siebenjährigen Krieg teil. Nach dem Krieg wurde er am 7. Oktober 1764 Kapitän und Kompaniechef im Garnisonsregiment Nr. 11. Dort wurde er am 8. November 1769 Major. Am 7. Mai 1787 wurde er zum Chef des Füsilierbataillons Nr. 11, das aus vier Kompanien des Garnisonsregiments Nr. 11 gebildet wurde und seinen Namen führte. Bei der Parade vom 8. Juni 1789 erhielt er den Orden Pour le Mérite. Am 16. August 1790 wurde er Oberst und am 3. Januar 1795 Generalmajor. Am 21. März 1795 wurde er als Kommandeur in die Festung Glogau versetzt, mit einem Gehalt von 1200 Talern. Er starb am 8. Juni 1802 in Glogau und wurde dort am 11. Juli 1802 beigesetzt.
In seine Zeit in Glogau fällt die Verbannung der Gräfin von Lichtenau.

### Familie
Er heiratete 1760 Jeannette Claire du Fresne de Francheville (1742–1830). Das Paar hatte mehrere Kinder, darunter:
- Julie (1762–1789) ⚭ Casimir Lighton zu Wormditt, Kommerzienrat
- Adolf Anton (1769–1833), preußischer Oberst a. D., Ritter des Ordens Pour le Mérite, Postmeister in Elbing

⚭ 1794 (Scheidung 1817) N.N. von Sanden († nach 1841)
⚭ Karoline Mehring (1792–1868)
- Katharina (1775–1780)
- Albertine (* 1776) ⚭ Ludwig Ernst Friedrich Karl von Putlitz, Hauptmann

Nach dem Tod des Generals erhielt seine Witwe eine Pension von 300 Talern.